# Бурла (Сучава)
Бурла (рум. Burla) насеље је у Румунији у округу Сучава у општини Бурла. Oпштина се налази на надморској висини од 428 m.

## Становништво
Према подацима из 2002. године у насељу је живело 2122 становника, од којих су сви румунске националности.